# Mariano Barbosa
Mariano Damián Barbosa, ou apenas Mariano Barbosa (Lanús, 27 de julho de 1984) é um futebolista argentino que atua na posição de goleiro. Atualmente está sem clube.
Ganhou duas vezes o troféu Germán Dévora, em votação promovida pelo jornal local Canaria7 que premia o melhor jogado do ano pela equipe do Las Palmas. Pelo Sevilla, fez parte do elenco campeão da Liga Europa da UEFA de 2014–15.

## Títulos
| Títulos | Títulos            | Títulos | Títulos    |
|         | Competição         | Títulos | Temporadas |
| ------- | ------------------ | ------- | ---------- |
|         | UEFA Europa League | 1       | 2014/2015  |